# Treasure (飛輪海單曲)
《Treasure》是飛輪海推出的第二張日文SINGLE單曲。發行日期為2008年8月20日，單曲共收入4首曲目。共為兩首歌曲、加兩首混音版曲目。改編自[[飛輪海 (專輯)愛到的日文版「君に夢中~日本語バージョン」及量身打造的「Treasure」。

## 曲目
1. Treasure
2. 君に夢中~日本語バージョン
3. Treasure (Instrumental)
4. 君に夢中～日本語バージョン (Instrumental)